# Le.Chocolat
Le.Chocolat（ル・ショコラ）は、アダルトゲームブランドである。

## 概要
当初ライブドアに販売を委託していたが、2004年にライブドアがプロ野球に新規参入を検討した過程でアダルトゲームを販売していたことが問題となったため、「Answer Dead」は彩文館出版（黒LiLiM）が販売委託を受けた。
2006年9月いっぱいで2005年まで発売していたゲームの取扱、サポートを終了し、彩文館出版に製造・販売業務を移管した。ホームページも彩文館出版のサーバーに移転している。

## 作品一覧
- 2004年4月2日 - メイドさんしぃしー
- 2004年10月8日 - ときどきパクッちゃお!　※製作／XANADU
- 2005年1月14日 - Answer Dead
- 2005年4月8日 - ぱんちょDEブラボー!　※製作／Raccoon
- 2005年6月24日 - ぱ・ぴ・こ・ん
- 2005年7月8日 - あやつりブルマー　※製作／HummerHeads
- 2005年7月29日 - SWAN SONG　※製作／フライングシャイン
- 2005年10月28日 - 屋根づたいの君へ　※制作／KLEIN
- 2005年12月22日 - CANDY GIRL ※以下、制作・販売／LiLiM
- 2006年5月12日 - 鬼道封神記
- 2006年9月1日 - らぶ+らび
- 2006年12月22日 - 萌・エ・ロ鬼ィちゃん ※制作／KLEIN